# Pokrzywnica (Szydłowo)
Pokrzywnica (deutsch Krummfließ, auch Krumfließ, früher Krumflies) ist ein Dorf in der Landgemeinde (Gmina) Szydłowo (Groß Wittenberg) im Powiat Pilski (Schneidemühler Kreis) der polnischen Woiwodschaft Großpolen.

## Geographische Lage
Das Kirchdorf liegt im Netzedistrikt des ehemaligen Westpreußen, etwa 15 Kilometer südöstlich von Wałcz (Deutsch Krone), zehn Kilometer westlich von Schneidemühl und drei Kilometer südwestlich von Szydłowo (Groß Wittenberg).

## Geschichte

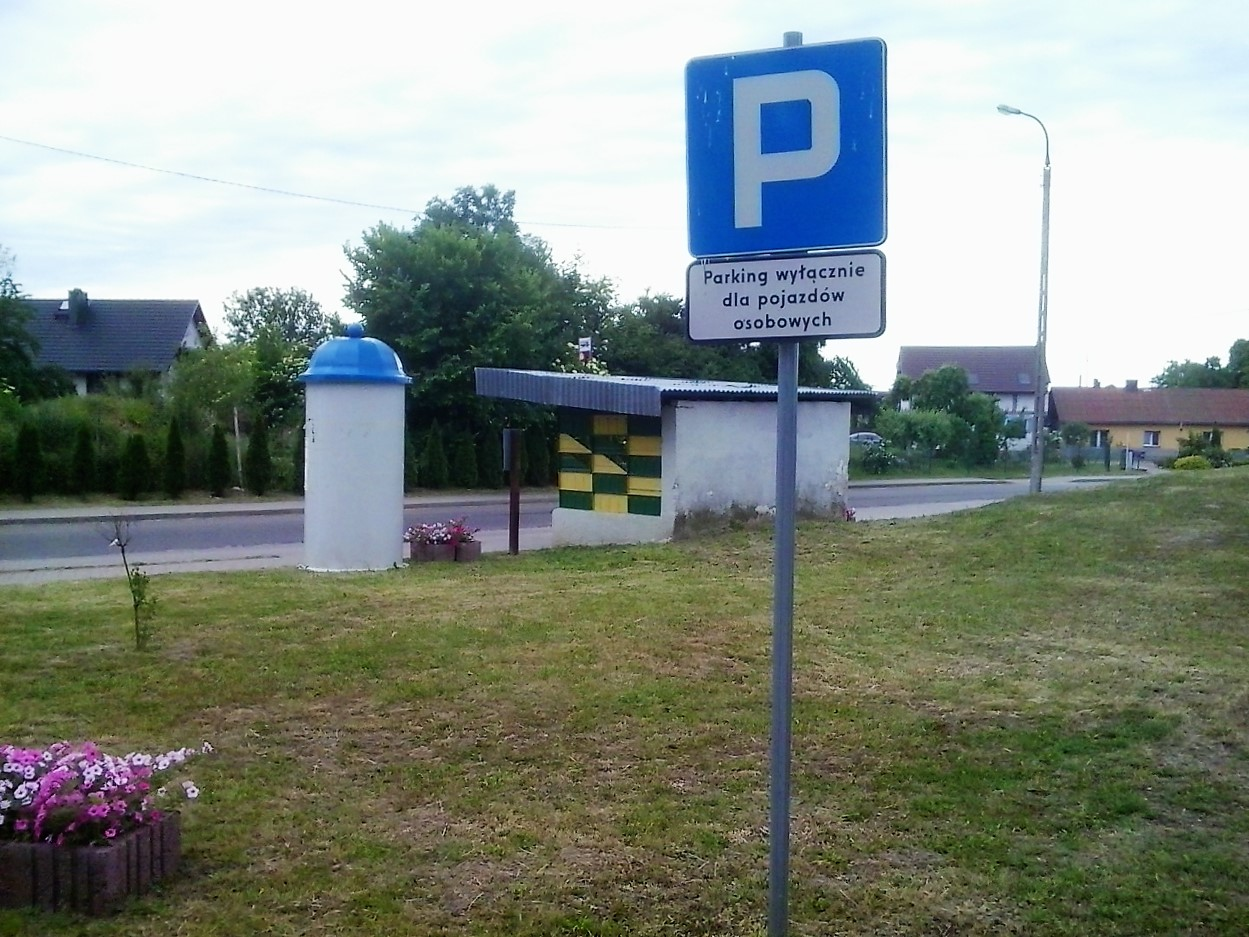
Ortszentrum (Aufnahme 2019)

Die Grenzregion des Netzedistrikts, in der das Dorf liegt, hatte ursprünglich zum Herzogtum Pommern gehört, war vorübergehend unter polnische Herrschaft gelangt und dann an die Markgrafen von Brandenburg gekommen. Im Rahmen der Ersten Teilung Polen-Litauens kam das Dorf 1772 zusammen mit dem Landkreis Deutsch Krone an Preußen.
Der Ort wurde 1579 durch Stanislaus Górka, Starost von Ujście (Usch), gegründet. Der erste Schulze hieß Franz Freymark.
Im Jahr 1945 gehörte Krummfließ zum Landkreis Deutsch Krone im Regierungsbezirk Grenzmark Posen-Westpreußen der preußischen Provinz Pommern des Deutschen Reichs. Krummfließ war Sitz des Amtsbezirks Krummfließ.
Im Februar 1945 wurde Krummfließ von der Roten Armee besetzt. Nach Beendigung der Kampfhandlungen wurde die Region seitens der sowjetischen Besatzungsmacht zusammen mit ganz Hinterpommern und der südlichen Hälfte Ostpreußens – militärische Sperrgebiete ausgenommen – der Volksrepublik Polen zur Verwaltung überlassen. Es wanderten nun Polen zu. Krummfließ wurde unter der polnischen Ortsbezeichnung „Pokrzywnica“ verwaltet. Die einheimische Bevölkerung wurde von der polnischen Administration aus Krummfließ vertrieben.

### Demographie
| Jahr | Einwohner | Anmerkungen |
| ---- | --------- | --- |
| 1783 | –         | königliches Dorf nebst einer katholischen Filialkirche von Schneidemühl, im Netzedistrikt, Kreis Krone, 43 Feuerstellen (Haushaltungen) |
| 1818 | 262       | königliches Dorf |
| 1864 | 471       | davon 88 Evangelische und 377 Katholiken                                                                                                |
| 1910 | 468       | am 1. Dezember, davon 106 Evangelische und 362 Katholiken; zwei Personen mit polnischer Muttersprache                                   |
| 1925 | 434       | darunter 96 Evangelische und 337 Katholiken                                                                                             |
| 1933 | 402       | [ 7 ] |
| 1939 | 370       | [ 7 ] |

## Kirche
Vor 1945 gehörten die Protestanten des Dorfes zur Pfarrei Groß Wittenberg. Das Bethaus der Protestanten, das hier früher bestand und das die Katholiken wegnahmen, wurde in eine katholische Kapelle umgewandelt.
Die bis 1945 anwesende katholische Gemeinde Krummfließ verfügte über eine eigene Dorfkirche.